# Denis de Morbecque
Denis de Morbecque (?-?) was een Franse ridder uit Artois die, gezocht voor doodslag, in Engelse dienst was getreden en in de Slag bij Poitiers de door vijanden ingesloten Franse koning Jan II overhaalde om zich over te geven door hem te beloven dat hij de Franse koning naar de Zwarte Prins zou geleiden. De sterk in benauwenis gebrachte Franse koning gaf daarop, als teken van zijn overgave, zijn rechterhandschoen aan Denis de Morbecque.